# Deltocyathus rotulus
Espèce
Statut CITES
Deltocyathus rotulus est une espèce de coraux appartenant à la famille des Deltocyathidae ou celle des Caryophylliidae.